# Agathis spathulata
Agathis spathulata é uma espécie de conífera da família Araucariaceae.
Apenas pode ser encontrada na Papua-Nova Guiné.
Está ameaçada por perda de habitat.